# Sandra Auffarth
Sandra Auffarth (født 27. december 1986) er en tysk militaryrytter, der har deltaget i tre olympiske lege.
Auffarth repræsenterede første gang Tyskland ved et OL i 2012 i London, hvor hun stillede op på hesten Opgun Luovo både individuelt og på hold (de to konkurrencer blev holdt samtidig). Hun opnåede 40,00 point i dressur (delt syvendeplads), 4,80 i terrænridning (delt tyvendeplads) og 0,00 point i spring (delt førsteplads). I alt gav det 44,80 point, hvilket rakte til bronze efter landsmanden Michael Jung, der vandt guld, og svenskeren Sara Algotsson Ostholt. I holdkonkurrencen talte de individuelle resultater for de tre bedste ekvipager, og med Jung på førstepladsen og Auffarth på tredjepladsen betød det ikke så meget, at den tredjebedste tysker, Ingrid Klimke, blot blev nummer 25; tyskernes guld blev sikret med i alt 133,70 point foran Storbritannien med 138,20 og New Zealand med 144,40.
Ved OL 2016 i Rio de Janeiro stillede hun igen op på Opgun Luovo. Her blev hun individuelt nummer elleve, og på det tyske hold, som var favoritter, var hun med til at vinde sølv med i alt 172,8 point efter Frankrig med 169,0 point og foran Australien med 175,8 point.
Auffarth var igen med ved OL 2020 (afholdt 2021) i Tokyo, og her blev hun individuelt nummer 31, mens det tyske hold denne gang sluttede uden for medaljerækken på en fjerdeplads.

## Reference
1. ↑  Individual, Open, olympedia.org, hentet 12. november 2021
2. ↑  Team, Open, olympedia.org, hentet 12. november 2021
3. 1 2  Sandra Auffarth, olympedia.org, hentet 12. november 2021
4. ↑  Team, Open, olympedia.org, hentet 12. november 2021